# اتحادیه شرکت
شرکت یا سندیکای «زرد» یک تشکل کارگری است که تحت تسلط یا نفوذ نابجای یک کارفرما است و بنابراین یک اتحادیه کارگری مستقل نیست. اتحادیه‌های شرکتی مغایر با قانون کار بین‌المللی هستند (به کنوانسیون ILO 98، ماده ۲ مراجعه کنید). آنها در ایالات متحده توسط قانون روابط کار ملی §۸ (آ) (۲) ۱۹۳۵، به دلیل استفاده از آنها به عنوان عوامل دخالت کننده در اتحادیه‌های مستقل غیرقانونی شدند. با این حال، اتحادیه‌های شرکتی در بسیاری از کشورها وجود دارند و به کار خود ادامه می‌دهند.